# 蓝眉林鸲
，是雀形目鹟科的一种鸟类。

## 特征
蓝眉林鸲体重约12.8克，翼长约77.6毫米，嘴峰长约13.5毫米，喙宽度约3.1毫米，喙厚度约3.1毫米，跗蹠长约24.6毫米，尾长约60.2毫米。蓝眉林鸲是候鸟，其栖息在密集的高大树木组成的森林中，食性为肉食性，主要食物来源是陆生无脊椎动物。

## 分布
繁殖于喜马拉雅山脉，从巴基斯坦西北部向东至中国西南部；主要居住在这里（虽然冬季会移动至低海拔地区），有些会迁移至印度东北部（阿萨姆）和缅甸北部。